# ベリーズ国王
ベリーズ国王（ベリーズこくおう、英語: King of Belize）は、ベリーズの君主の称号（君主号）である。同国の国家元首であり、イギリス国王が兼位する（人的同君連合）。1981年に英連邦王国の一国として独立したのに伴い、王位が設けられた。

## 概要
象徴的な存在であり、実権はほとんど持たない。通常はベリーズ総督がその職務を代行する。
チャールズ3世のベリーズ国王としての正式な称号は
Charles the Third, by the Grace of God, King of Belize and of His other Realms and Territories, Head of the Commonwealth.
神の恩寵による、ベリーズならびにその他の諸王国および諸領土の王、コモンウェルス首長、チャールズ3世
である。

## 国王の一覧
| 代 | 国王（女王）  | 国王（女王） | 出身家       | 在任期間                     | 在任期間    | 備考 |
| -- | ------------- | ------------ | ------------ | ---------------------------- | ----------- | ---- |
| 01 | エリザベス2世 |              | ウィンザー家 | 1973年7月10日 - 2022年9月8日 | 49年 + 60日 |      |
| 02 | チャールズ3世 |              | ウィンザー家 | 2022年9月8日 - （在位）      | 2年 + 185日 |      |